# (37262) 2000 XC9
2000 XC9 (asteroide 37262) é um asteroide da cintura principal. Possui uma excentricidade de 0.21988940 e uma inclinação de 13.99415º.
Este asteroide foi descoberto no dia 1 de dezembro de 2000 por LINEAR em Socorro.